# Alexander Jurjewitsch Kaleri
Alexander Jurjewitsch „Sascha“ Kaleri (russisch Александр Юрьевич Калери; * 13. Mai 1956 in Jūrmala, Lettische SSR, Sowjetunion) ist ein russischer Kosmonaut.
Alexander Kaleri besitzt einen Abschluss des Moskauer Instituts für Physik und Technologie.
Von 1979 an arbeitete er für RKK Energija an der Entwicklung der Raumstation Mir. Er wurde 1984 als Kosmonaut ausgewählt und trainierte in den folgenden Jahren für mehrere Raumflugmissionen, ohne je bei einem Start zum Zug zu kommen. Ursprünglich der Startbesatzung von Sojus TM-13 als Bordingenieur zugeteilt, wurde er wenige Monate vor dem Start durch den kasachischen Militärpiloten Toqtar Äubäkirow ersetzt, der auf Wunsch der sowjetischen Regierung als erster Kasache ins All fliegen sollte. Noch vor dem Zusammenbruch der Sowjetunion hatte sich die Kasachische SSR am 29. August 1991 von der Sowjetunion für unabhängig erklärt. Es wird vermutet, dass die Teilnahme eines kasachischen Kosmonauten Teil der Vertragsbedingungen zu Baikonur zwischen Kasachstan und der damaligen Sowjetunion war. 
Nach dem Zerfall der Sowjetunion flog Kaleri drei Langzeitmissionen zur Raumstation Mir in den Jahren 1992, 1996–1997 und 2000. Anschließend bildete er zusammen mit Michael Foale die ISS-Expedition 8, die vom 20. Oktober 2003 bis zum 29. April 2004 auf der Internationalen Raumstation arbeitete.
Beim Flug Sojus TMA-01M zur ISS (Start am 7. Oktober 2010 23:10 UTC) war er Kommandant, auf der ISS arbeitete er bei den Expeditionen 25 und 26 bis zum März 2011 als Bordingenieur.
Mit 769 Tagen im All liegt Kaleri hinter Gennadi Padalka, Juri Malentschenko und Sergei Krikaljow auf Platz 4 der Rangliste der längsten Gesamtzeit im Weltraum.
1992 erhielt Kaleri als Erster den neu geschaffenen Titel Fliegerkosmonaut der Russischen Föderation, im August desselben Jahres wurde ihm durch einen Erlass des damaligen russischen Präsidenten, Boris Jelzin, die Auszeichnung Held der Russischen Föderation verliehen.
Kaleri ist verheiratet und hat ein Kind.